# Ананас
Анана́с хохла́тый, или Анана́с настоя́щий, или Анана́с крупнохохолко́вый (лат. Ananas comosus) — многолетнее травянистое растение, вид рода Ананас (Ananas) семейства Бромелиевые (Bromeliaceae).
Ананас настоящий представлен в культуре многочисленным разнообразием сортов не только в Южной Америке, где растут представители рода Ананас, но и по всем тропическим странам земного шара.
Синонимы:
- Bromelia ananas L.
- Bromelia comosa L.

## История

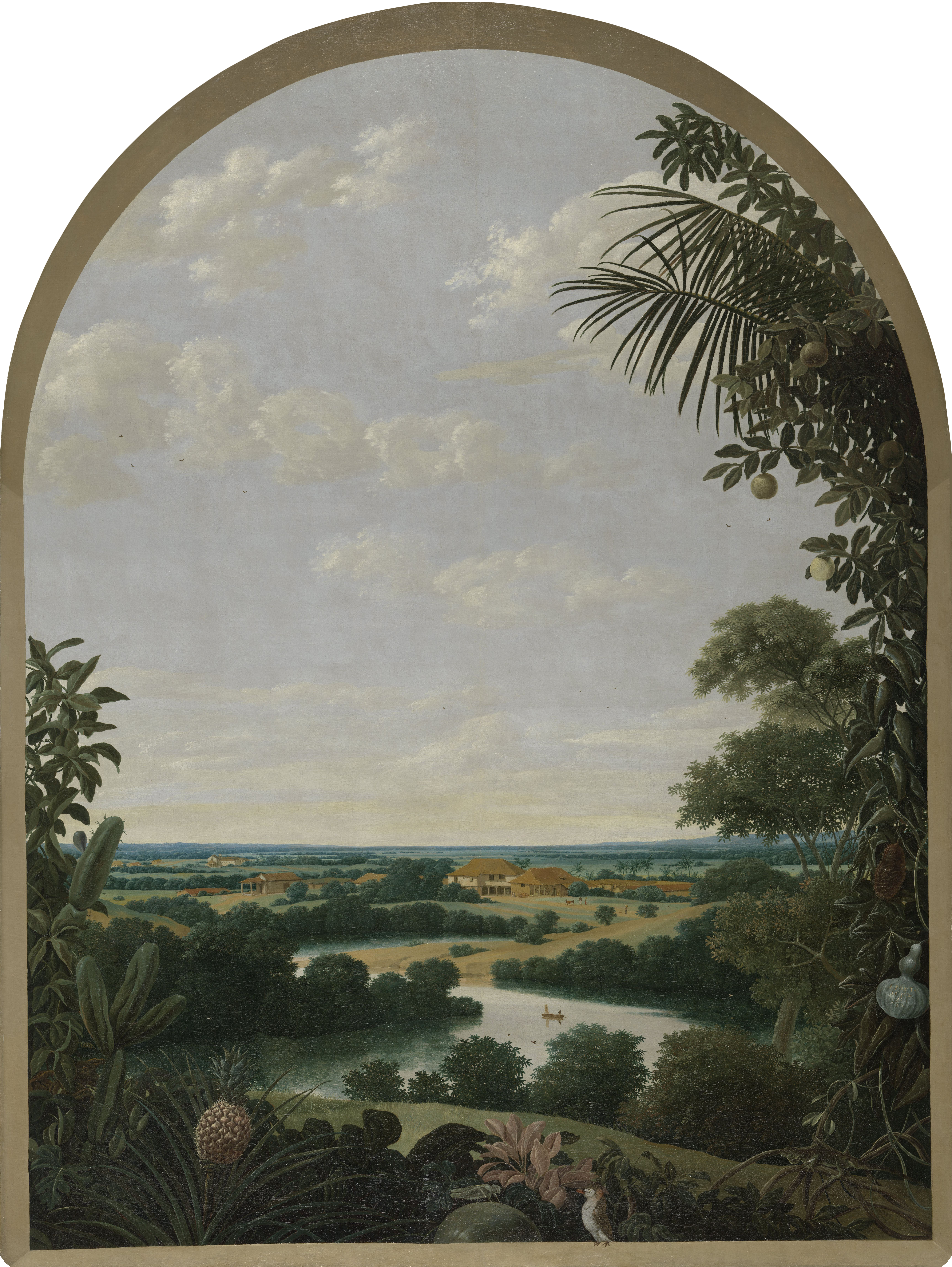
Бразильский пейзаж. Франс Пост, 1652 г.

Все культурные пищевые и десертные сорта ананасов относятся к виду Ананас крупнохохолковый (Ananas comosus). Он был одомашнен около 4 тысяч лет назад индейцами тупи-гуарани, жившими в бассейне Параны. Постепенно культура ананаса распространилась на всю тропическую Южную и Центральную Америку, причём были выведены бессемянные сорта. На Антильских островах, в частности, карибы использовали плоды ананаса в пищу, из ферментированного сока готовили напитки, а из волокон делали верёвки, тетивы для луков и одежду. Именно там с ананасом впервые познакомились европейцы: в ноябре 1493 года Христофор Колумб видел его на островах Гваделупа, Гаити и Ямайке, взяв образцы с собой в Испанию. Придворный историк Пьетро Мартире записал свидетельство короля Фердинанда, что «его вкус превосходит все прочие фрукты». Слово ananas происходит из языка тупи, в котором nana означало «отличный фрукт»; однако в некоторых европейских языках, включая английский, название ананаса связано с сосной, шишку которой несколько напоминает его плод. Отсюда, в частности, происходит название коктейля пинья колада.
Колониальные державы быстро разнесли саженцы ананаса по тропическим регионам мира: уже в XVI веке португальцы и испанцы рассадили его в своих колониях в Южной Америке, на Азорских островах, в Западной Африке, на Мадагаскаре, в Индии, Китае и Юго-Восточной Азии, включая Филиппины; несколько позже он появился в голландских колониях в Индонезии и Южной Африке.
В Полинезию ананас завезён был в конце XVIII века, и получил там широкое распространение. «Ананасов здесь такая бездна, — сообщает побывавший в 1835 году на Таити Чарльз Дарвин, — что их едят в таком же количестве и так же небрежно, как у нас репу. Они чрезвычайно сочны и даже, может быть вкуснее тех, которые выводятся в Англии; а это, кажется, лучший комплимент, который может быть сделан какому-нибудь плоду.»
На Ямайке из ананасового сока некоторое время производился ром. Однако морская перевозка плодов в Европу была трудной и ненадёжной, поэтому во второй половине XVII века ананасы начали выращивать в обогреваемых теплицах: первый известный урожай был получен в Нидерландах Агнетой Блок около 1687 года. Особенно успешно в этой области работал Питер де ла Кур ван дер Форт (1664—1739), в 1710 году построивший тепличный комплекс при своём доме в Лейдене и выращивавший там виноград, ананасы и другие экзотические фрукты. Свою продукцию он рассылал по аристократическим и монаршим домам всей Европы и сам принимал путешественников, делясь с желающими своей технологией. К 1720 году по его методу были выращены первые ананасы в Англии, к 1733 — во Франции. В 1717 году де ла Кура посетил Пётр I, и по его просьбе в 1721 году тот послал в Петербург чертежи теплиц и несколько ананасных растений.

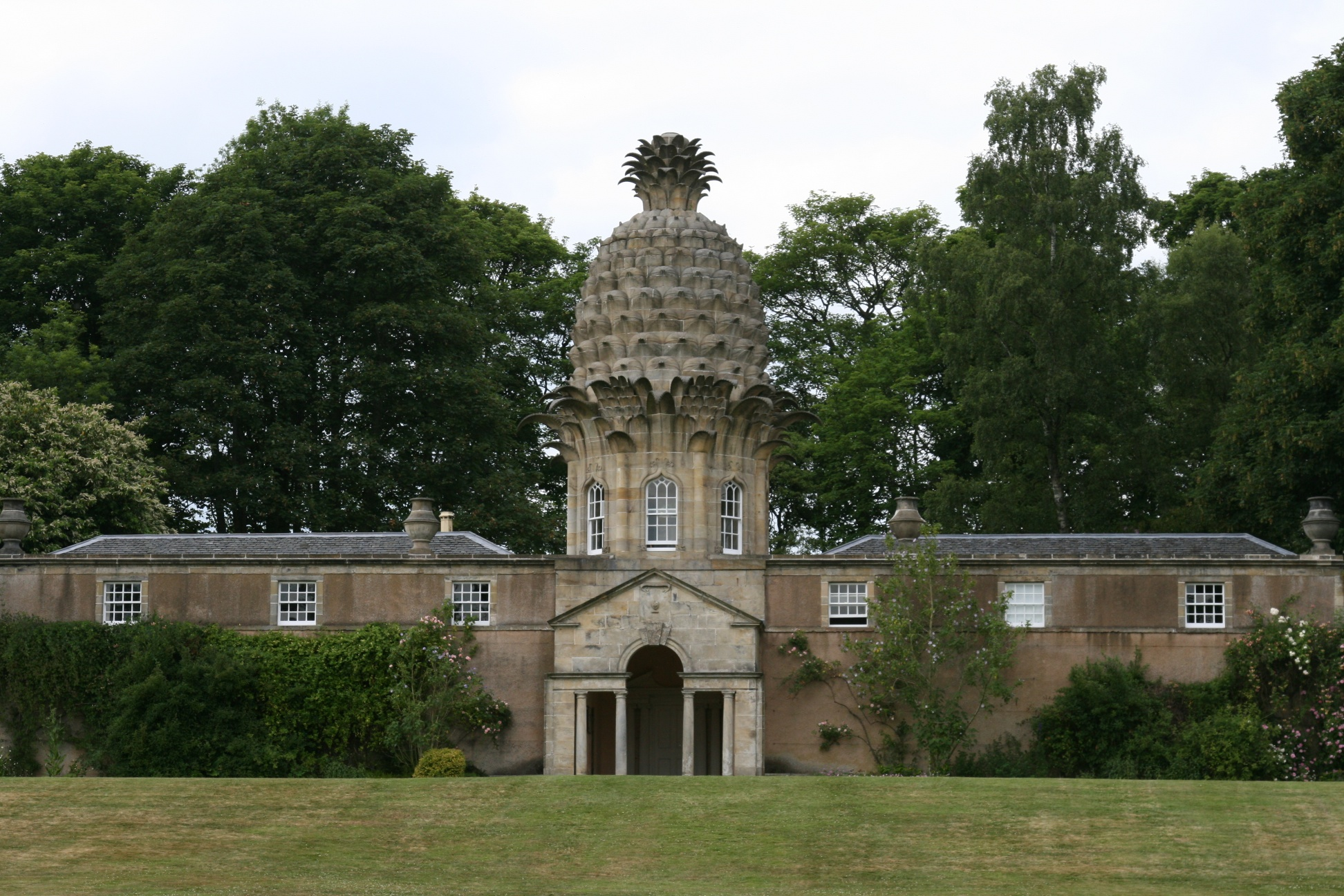
Здание оранжереи графа Данмора, Шотландия, 1761 г.

Уже в 1730 году для московского дворца императрицы Анны Иоанновны были привезены 20 растений из петербургских оранжерей. В середине века их стал выращивать в своих теплицах граф П. И. Шувалов, а затем и многие другие дворяне. К 1793 году ананасы появились в свободной продаже в Москве; для более долгого хранения их даже стали солить в кадках. По данным шотландского ботаника и путешественника Дж. К. Лаудона, в Великобритании в начале XIX века выращивалось 24 сорта ананасов; по его же оценке, среди остальных стран наиболее активными в этом деле были садовники России, значительно менее — Франции, Германии и Италии.
В XVIII веке плод ананаса стал распространённым архитектурно-дизайнерским мотивом: в его форме выполнялись не только детали столбов, лестниц, предметы мебели и посуды, но даже завершения церковных башен и целые части зданий.
До начала XIX века для обогрева теплиц обычно применялись навоз и мочёная дубовая кора. В 1820 году в Петербурге была построена по проекту К. А. Тона ананасная оранжерея с паровым отоплением, хотя оно оказалось сложным, трудоёмким и ненадёжным в работе. После отмены крепостного права культура ананасов в России начала приходить в упадок, тем более что развитие пароходного флота заметно облегчило доставку плодов из тропических регионов. Но и в конце XIX — начале XX века существовало их промышленное выращивание в ряде губерний.

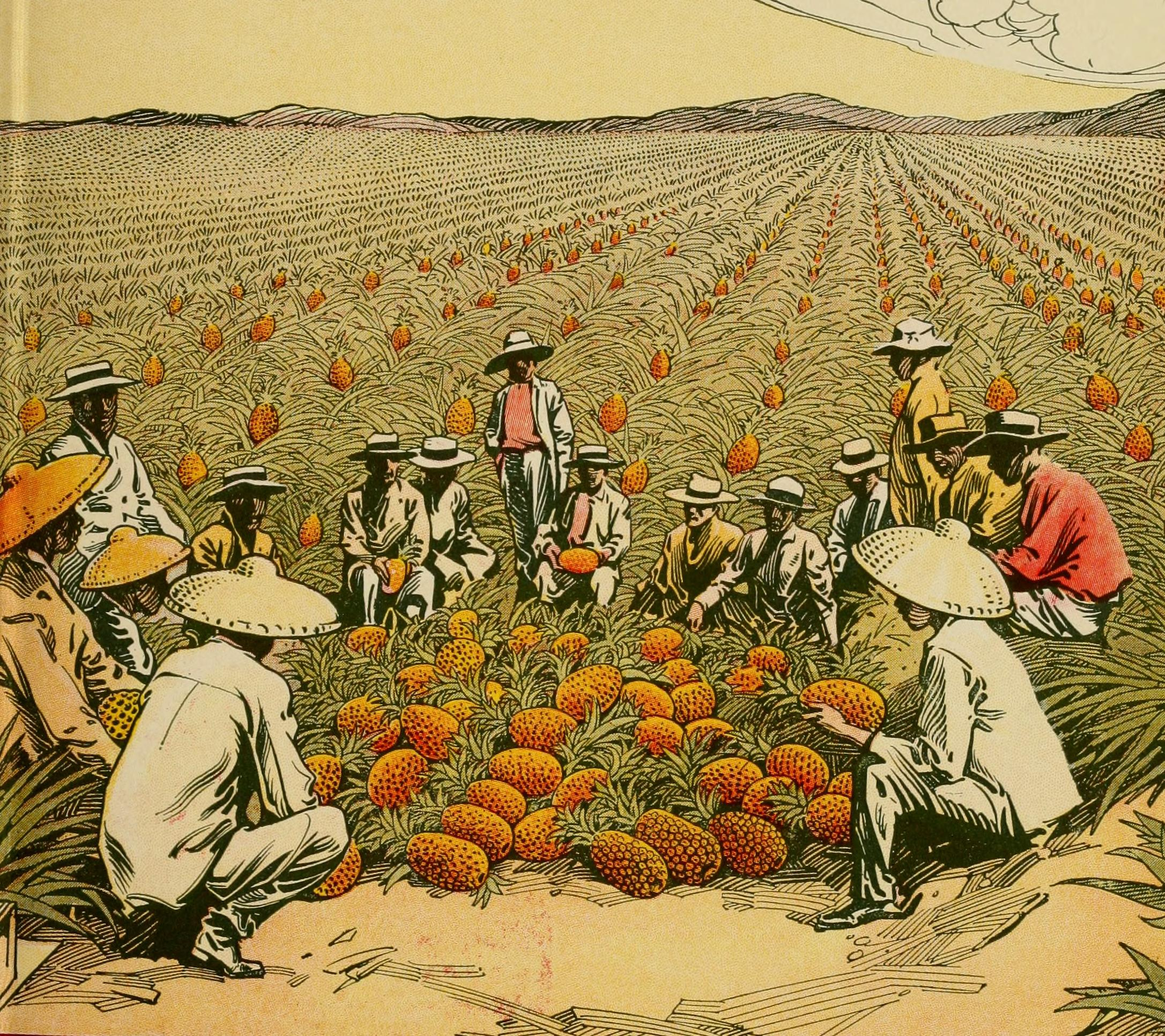
Ананасовая плантация на Гавайях, 1914 г.

Во второй половине XIX века ананасы в Европу поставлялись в основном с Азорских островов, а рынок США обеспечивался Флоридой и островами Карибского бассейна. В начале XX века на Гавайях началось широкомасштабное производство консервированных ананасов и ананасового сока, чему поспособствовало изобретение «машины Джинака» для чистки и нарезки плодов. В 1922 году владелец технологии Джеймс Доул купил целый остров Ланаи и превратил его в крупнейшую ананасовую плантацию. С 1930-х годов Гавайи стали доминирующим в мире производителем, работая в основном для рынка США; другими крупными поставщиками стали Малайзия, Тайвань и Филиппины.
С 1960-х годов консервированные ананасы постепенно уступали долю рынка свежим и замороженным. В Бразилии, Индии и Китае развилось внутреннее потребление, место же основных экспортёров заняли Кот-д’Ивуар и Коста-Рика. В 1980-х резко выросло производство концентрированного сока. Благодаря внедрению с 1996 года нового культивара MD-2, отличающегося низкой кислотностью, рынок свежих ананасов США и Европы вырос в несколько раз. Общемировое производство с 1961 по 2013 годы увеличилось примерно с 4 млн т до 25 млн т.

## Ботаническое описание
Тропическое многолетнее травянистое растение до 60 см высотой, с розеткой длинных, узких, грубых и в то же время сочных (суккулентных) листьев, зубчатых по краю.
Цветки расположены на цветоносном стебле на верхушке, густо по спирали, собраны в соцветие початок. Цветки обоеполые, зигоморфные, с тремя листочками околоцветника, одним пестиком и шестью тычинками. Все цветки срастаются между собою, свободными остаются только верхушки листочков околоцветника и кроющего листа. Тычинки в виде жгута обвивают по спирали столбик. Завязь состоит из трёх плодолистиков, трёхгнёздная, плацента с семяпочками расположена на перегородках по месту срастания плодолистиков.
В той фазе, когда ананас употребляется в качестве фрукта, он представляет собой крупное (до 2 кг), похожее на шишку хвойного дерева, соплодие золотисто-коричневого цвета, с пучком коротких листьев на верхушке, которые развиваются вследствие пролиферации — прорастания цветоноса сквозь соплодие. Соплодие состоит из довольно сочной, но грубоватой оси и отходящих от неё в бока сросшихся между собою чрезвычайно сочных и нежных плодов, несущих на своих вершинках остающиеся и грубеющие части цветка и кроющего листа. Стенки отдельного плода слагаются из плодолистиков и разросшихся листочков околоцветника, цветоложа и кроющего листа, иногда одно из трёх гнёзд недоразвито.
Семена у культурных сортов ананаса не развиваются. В гнёздах спелого плода легко можно обнаружить мелкие семяпочки, выделяющиеся на фоне стенок гнезда белым цветом. Все части соплодия пронизаны многочисленными проводящими пучками. В осевой части они идут в основном по вертикали, от оси пучки проходят в косом и косогоризонтальном направлении в плоды.
Незрелое соплодие ананаса обладает едкими свойствами, обжигает губы, раздражает стенки желудка, на кишечник действует как сильнодействующее слабительное. Зрелый плод теряет едкие свойства.

### Химический состав
Мякоть ананаса на 86 % состоит из воды, в ней довольно много простых сахаров (12—15 мг %), представленных в основном сахарозой, органических кислот (0,7 мг %) — преимущественно лимонной, и до 50 мг % аскорбиновой кислоты. Кроме этого в ананасе присутствуют витамины B1, B2, B6, PP, провитамин A.
Мякоть плодов богата минеральными веществами — калием (до 320 мг %), железом, медью, цинком, кальцием, магнием, марганцем, йодом.
Соплодия ананаса также содержат бромелаин — комплекс протеолитических (то есть расщепляющих белки) ферментов высокой активности. Благодаря бромелаину улучшается усвоение организмом белковых веществ. Злоупотребление же ананасами приводит к повреждению слизистой оболочки рта. В ананасе содержится 40 мг% витамина С (в листьях — до 120 мг%).

## Использование

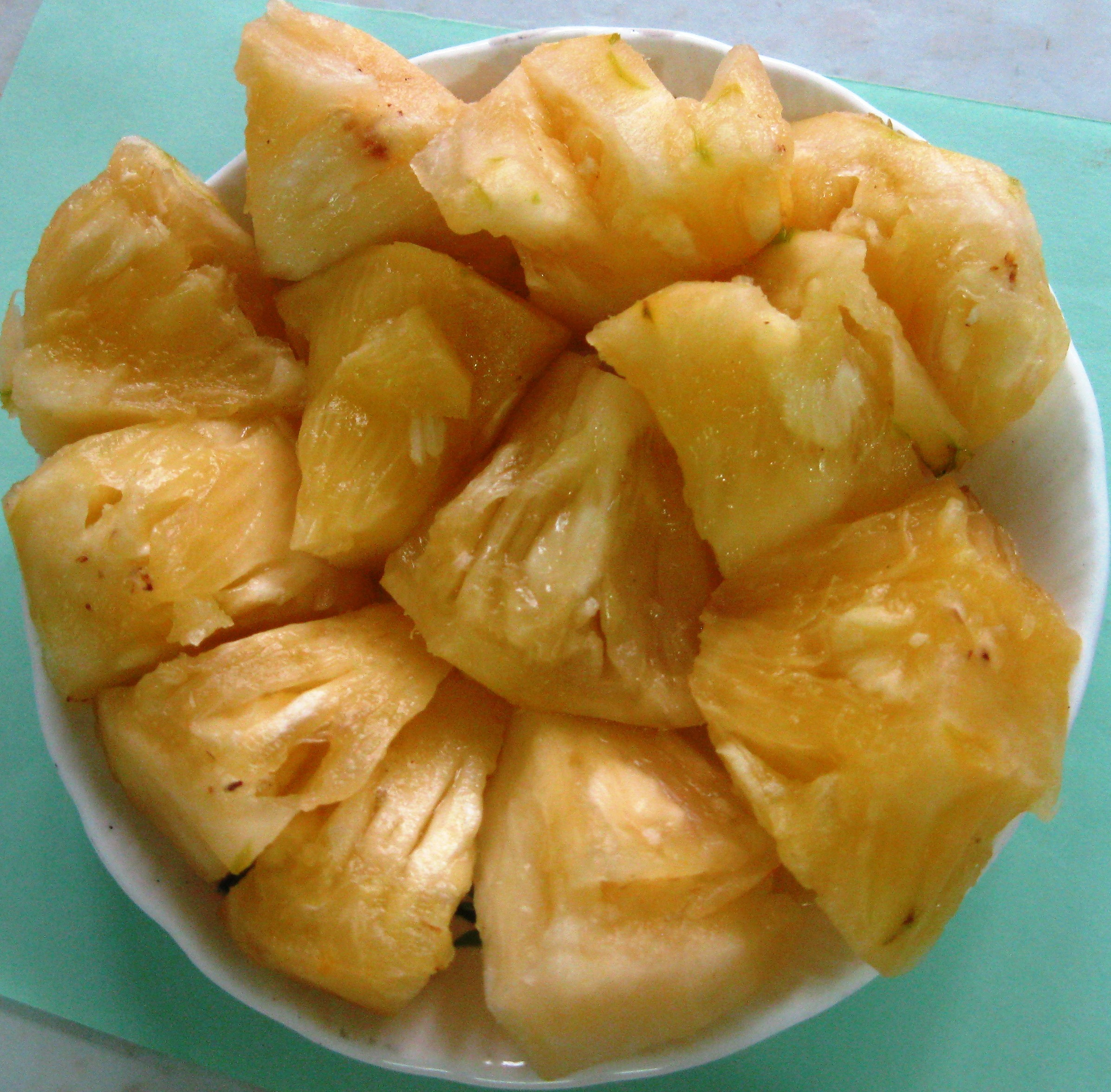
Нарезанный ананас

Соплодия ананаса настоящего — ценный продукт питания. Употребляется в пищу в сыром и консервированном виде, широко используется в кондитерской промышленности (конфеты, джем, варенье). Благодаря комплексу биологически активных веществ ананас обладает полезными свойствами: стимулирует пищеварение, санирует кишечник, снижает вязкость крови. Вместе с тем следует учитывать, что ананас является острым продуктом, употреблять его при заболеваниях желудка не рекомендуется. Бромелаин, содержащийся в ананасах, — мощное противовоспалительное средство.
В листьях имеются многочисленные прочные волокна, отчего ананас используют и как прядильную культуру.
Применение соплодий:
- При нарушении пищеварения: для повышения ферментативной активности желудочного сока во время еды рекомендуют выпить стакан ананасового сока или съесть свежий ломтик плода. Это особенно полезно при обильной еде, употреблении в пищу большого количества клетчатки, мяса. Стакан ананасового сока может помочь бороться с тошнотой во время авиаперелёта или путешествия по воде.
- При избыточном весе (ананас является малокалорийной едой, в 100 г плода содержится только 48 ккал). Высокое содержание солей калия помогает избавиться от лишней жидкости, что способствует похудению. Десерт из ананаса усиливает переваривание жира и улучшает обмен веществ в организме.
- При тромбозах и отёках.
- При мозолях для удаления участков омозолелости.
- Как косметическая маска при жирной коже лица[22].
- Ананас повышает иммунитет, снижает артериальное давление и способствует похудению[источник не указан 860 дней].
- Для удаления тканей при ожогах (анакаулаза[англ.]).

## Культивирование
| Индонезия                | 1796 | 2447 | 3204 |
| Филиппины                | 2672 | 2703 | 2914 |
| Коста-Рика               | 3317 | 2624 | 2910 |
| Бразилия                 | 2310 | 2456 | 2337 |
| Китай                    | 1495 | 2220 | 1960 |
| Индия                    | 1861 | 1799 | 1851 |
| Таиланд                  | 2328 | 1533 | 1714 |
| Нигерия                  | 1500 | 1508 | 1607 |
| Мексика                  | 945  | 1208 | 1248 |
| Колумбия                 | 944  | 883  | 920  |
| Ангола                   | 598  | 595  | 711  |
| Вьетнам                  | 618  | 704  | 705  |
| Гана                     | 674  | 669  | 678  |
| Перу                     | 495  | 583  | 587  |
| Доминиканская Республика | 384  | 502  | 497  |
| Бенин                    | 348  | 440  | 473  |
| Венесуэла                | 472  | 483  | 472  |
| Тайвань                  | 554  | 419  | 404  |
| Танзания                 | 368  | 369  | 384  |
| Гватемала                | 329  | 361  | 342  |
| Малави                   | 294  | 309  | 332  |
| Камерун                  | 245  | 282  | 313  |
| Эквадор                  | 165  | 104  | 295  |

Выращивание ананаса широко распространено во многих тропических странах. Соплодия культурных сортов ароматные, на вкус кисло-сладкие, массой от 2 до 16 кг, не имеют семян. Мякоть (желтоватая или белая) соплодия ананаса настоящего содержит (в %): 86,1 воды, 4,5 инвертированного сахара, 6,9 сахарозы, 0,41 азотистых веществ, 0,52 кислот, 0,42 золы.
По данным ФАО ООН, мировыми лидерами по производству ананасов на 2019 год являлись Коста-Рика (3,3 млн т), Филиппины (2,7 млн т) и Бразилия (2,4 млн т). Другие крупные производители (более 1 млн т) — Индонезия, материковый Китай, Индия, Таиланд, Нигерия, Мексика, Колумбия. Общая площадь посадок превышает 1 млн га, а вклад в мировую экономику составляет около 9 млрд долларов в год.
На Филиппинах и Тайване ананасы также выращивают с целью получения из листьев прядильного волокна.
Агротехника
Для того чтобы вызвать цветение, широко применяется ацетилен, получающийся при смешивании воды и карбида кальция. Эта смесь в небольшом количестве вливается в пазухи верхних листьев розетки. Выделяющийся ацетилен действует как стимулятор цветения, и в результате стало возможным круглогодичное получение ананасов. Ананас — весьма трудоёмкая культура, требующая обильного удобрения и ручной уборки. Последняя требует от работников плантаций принятия различных мер предосторожности, поскольку всё растение крайне колючее.
Для размножения ананаса используют побеги, возникающие из пазушных почек. «Хохолок» соплодия можно срезать и укоренить, поскольку точка роста сохраняется.

## Ананас в геральдике и искусстве
Соплодия ананаса изображены на современных гербах Ямайки и Антигуа и Барбуды.
В 1915 году в Петрограде поэт Игорь Северянин написал своё широко известное стихотворение «Ананасы в шампанском», которое начинается словами:

Ананасы в шампанском! Ананасы в шампанском!

Удивительно вкусно, искристо и остро!

В 1917 году поэт Владимир Маяковский написал широко известную и цитируемую рифмовку:

Ешь ананасы, рябчиков жуй,

День твой последний приходит, буржуй.